# کونور هندرسون
کونور هندرسون (انگلیسی: Conor Henderson؛ زادهٔ ۸ سپتامبر ۱۹۹۱) یک بازیکن فوتبال است.